# Jalonke
Die westafrikanische Sprache Jalonke (auch als Jalunka, Yalunka oder Diallonke bezeichnet; Eigenbezeichnung Jalunga xuwiina’) wird heute noch von etwa 169.000 Yalunka gesprochen. Verbreitungsgebiet sind die Länder Guinea, Mali, Senegal und Sierra Leone. 
Die Bezeichnung Jalonke bedeutet „die Sprache der Jalon“.

## Sprachgebrauch
Jalonke wird nur noch innerhalb schwer zugänglicher regionaler Enklaven (Sprachinseln) gesprochen. Bis zur Verdrängung des Jalonke durch das Ful wurde Jalonke auch überregional genutzt.
Es gibt unter anderem die Dialekte Firia, Sulima und Musaia.
In Guinea als Zentrum des Verbreitungsgebietes, soll es 111.000 Sprecher geben. In Sierra Leone gibt es (Stand 2015) etwa 45.000 Muttersprachler. Im Norden des Verbreitungsgebietes, in der Region  Kédougou in Südsenegal wurden 2007 10.000 Sprecher gezählt.